# Вулька-Прошевська
Вулька-Прошевська (пол. Wólka Proszewska) — село в Польщі, у гміні Мокободи Седлецького повіту Мазовецького воєводства.
Населення — 137 осіб (2011).
У 1975-1998 роках село належало до Седлецького воєводства.

## Демографія
Демографічна структура станом на 31 березня 2011 року:
|          | Загалом | Допрацездатний вік | Працездатний вік | Постпрацездатний вік |
| -------- | ------- | ------------------ | ---------------- | -------------------- |
| Чоловіки | 74      | 14                 | 47               | 13                   |
| Жінки    | 63      | 14                 | 33               | 16                   |
| Разом    | 137     | 28                 | 80               | 29                   |